# Klingredysserne
Der Klingredysserne war eine megalithische Grabanlage der jungsteinzeitlichen Nordgruppe der Trichterbecherkultur im Kirchspiel Snostrup in der dänischen Kommune Frederikssund. Er wurde im 19. Jahrhundert zerstört.

## Lage
Das Grab lag etwas nordöstlich von Store Rørbæk auf einem Feld. Nur wenige Meter nordöstlich lag das ebenfalls zerstörte Großsteingrab Storesten. In der näheren Umgebung gibt bzw. gab es zahlreiche weitere megalithische Grabanlagen.

## Forschungsgeschichte
Im Jahr 1875 führten Mitarbeiter des Dänischen Nationalmuseums eine Dokumentation der Fundstelle durch. Zu dieser Zeit waren keine baulichen Überreste mehr auszumachen.

## Beschreibung
Über die Anlage liegt nur die allgemeine Angabe vor, dass es sich bei ihr um ein Großsteingrab gehandelt hat. Weder zur Hügelschüttung noch zur Grabkammer liegen genauere Informationen vor.